# Skuingkung
Skuingkung, jedna od bandi pravih Songish Indijanaca, porodica salishan, s otoka Vancouver u kanadskoj provinciji Britanska Kolumbija. Njehov teritorij nalazio se na mjestu mjestu današnjeg grada Victoria.